# Feroleto Antico
Feroleto Antico är en ort och kommun i provinsen Catanzaro i regionen Kalabrien i Italien. Kommunen hade 2 050 invånare (2018).